# Huckingen
Huckingen ist ein Stadtteil im Duisburger Stadtbezirk Duisburg-Süd. Im Stadtteil leben 9890 Einwohner auf einer Fläche von 4,49 km² (Stand: 31. Dezember 2024).
Mit seiner über 1500-jährigen Geschichte ist Huckingen nach der Duisburger Altstadt der älteste rechtsrheinische Ort auf Duisburger Stadtgebiet. Von der langen Geschichte zeugen noch heute verschiedene ehemalige Burgen, Wasserschlösser und Gutshöfe. Bis in das 20. Jahrhundert hinein war Huckingen dörflich und stark landwirtschaftlich sowie aufgrund seiner jahrhundertelangen Zugehörigkeit zum Bergischen Amt Angermund durch den Düsseldorfer Raum geprägt. Erst mit der einsetzenden Industrialisierung zu Beginn des 20. Jahrhunderts stieg die Bevölkerungszahl stark an. 1929 wurde Huckingen dem Stadtkreis Duisburg zugeordnet.
Heute zeigt Huckingen eine breite gewerbliche Infrastruktur und ein reges bürgerliches Zusammenleben, das insbesondere auf den lokalen Kirchengemeinden und verschiedenen Vereinen basiert.

## Namensgebung
Die Endsilbe -ingen lässt auf einen altfränkischen Ursprung schließen. Gleiches gilt für einige der umliegenden Orte, wie zum Beispiel Ehingen.
Bezüglich des Stammworts Huck war man lange davon überzeugt, dass dies ein dialektaler Ausdruck für Ecke oder Spitze sei. Huckingen stünde demnach für eine Siedlung an einer Spitze oder Ecke (vgl. niederl.: hoek). Diese Spitze oder Ecke glaubte man in der Einmündung der heutigen Raiffeisenstraße (früher Unterstraße) in die Düsseldorfer Landstraße (früher Oberstraße) erkannt zu haben, denn das alte Huckinger Kerndorf bestand hauptsächlich aus zwei Häuserreihen, die sich entlang dieser Straßen zogen. Diese Annahme ist aus heutiger Sicht allerdings falsch.
Inzwischen ist man sich sicher, dass der Name analog dem Ortsnamen von Hocquinghen, einem ebenfalls vom Ursprung her fränkischen Ort in Nordfrankreich, abgeleitet werden kann. Danach stammt der Name Huckingen von der germanischen Form huigininga haim, die für eine Siedlung der Leute, die zu Hugin/Hugo gehören, steht. Die aus dem Jahr 1229 für Huckingen bekannte Form Huchilheym war damit noch sehr nah an der ursprünglichen Form, zumal ein g im Niederfränkischen oft wie ein ch ausgesprochen wurde. Der Ortsname hat sich dann durch Lautverschiebungen und sprachlichen Schliff von Huginheim/Huchilheym über Hukinhem, Huckinghen zu Huckingen entwickelt.

## Wappen

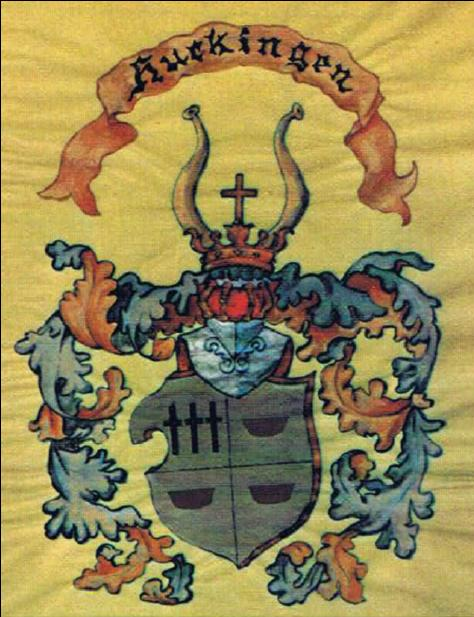
Wappen Huckingens nach Fritz Brockerhoff

Das Wappen von Huckingen wurde von dem lokalen Malermeister Fritz Brockerhoff († 1936) für die Chronik der Katholischen Kirchengemeinde Huckingen gemalt. In der Gestaltung des Ortswappens orientierte sich Brockerhoff aufgrund einer Veröffentlichung von Anton Fahne an dem Ritterwappen der aus der Gegend um Korschenbroich stammenden Herren von Hucking, deren Herkunft Fahne fälschlicherweise in Huckingen verortete. Da aber schon Fahne das Wappen der Herren von Hucking falsch darstellte (drei Kreuze anstatt drei Hermelinschwänze; drei Schüsseln/Boote anstatt drei Seerosenblätter) und Brockerhoff die Helmzier frei wählte, ist das Huckinger Wappen nun ein vollständig eigenständiges Wappen.
Die Wappenelemente werden heute wie folgt gedeutet: Die drei Kreuze in der Vierung stehen für die schwierigen Zeiten der Pest, an die auch die Rochuskapelle im Ort erinnert, und die drei Boote für die regelmäßigen Hochwasser, die Huckingen zwischen Angerbach und Rhein in der Vergangenheit regelmäßig trafen. Der Ritterhelm steht für die verschiedenen Rittersitze in der alten Honnschaft Huckingen, die alte Grafenkrone für die lange Zugehörigkeit zur Grafschaft, später Herzogtum Berg, das Kreuz für die christliche Tradition des Ortes, der nachweislich bereits 1289 eine Kapelle besaß, und die Büffelhörner für die Kraft und Tapferkeit, d. h. die Wehrhaftigkeit des Ortes, der seit mindestens 1687 eine Schützenbruderschaft besitzt.

## Ortsentwicklung
Im Vergleich zum heutigen, städtischen Verwaltungsbezirk Huckingen war die frühere Honnschaft Huckingen deutlich größer. Sie umfasste auch die damals dünn oder nicht besiedelten, heute eigenständigen Bezirke Buchholz, Großenbaum, Eichelskamp, Wedau und Bissingheim. Außerdem gehörten zur Honnschaft auch Teile der heutigen Bezirke Hüttenheim und Ungelsheim.
Zu Zeiten der alten Honnschaft hatte Huckingen folgende Einwohnerzahlen:
| Jahr   | Einwohnerzahl |
| ------ | ------------- |
| 1476   | ca. 1.000     |
| 1797   | 938           |
| 1815/6 | 1.083         |
| 1832   | 1.284         |
| 1843   | 1.471         |
| 1895   | 3.389         |
| 1900   | 4.185         |
| 1905   | 5.360         |

Nach Ausgliederung der heute eigenständigen Verwaltungsbezirke Großenbaum, Buchholz, Wedau, Bissingheim, Hüttenheim etc. entwickelten sich die Einwohnerzahlen des nun enger gefassten städtischen Verwaltungsbezirks Huckingen wie folgt:
In Huckingen existierte Ende 2024 ein Bestand von 2017 Wohngebäuden mit 5200 Wohnungen. Die Wohngebäude verteilten sich auf 586 Mehrfamilienhäuser mit 3551 Wohnungen und 1431 Ein- oder Zweifamilienhäuser mit 1649 Wohnungen. Weitere 75 Wohnungen existierten in Nichtwohngebäuden. Damit verzeichnete Huckingen Ende 2024 1,86 Einwohner je Wohnung. Die Gesamtwohnfläche betrug 461.978 m², d. h. durchschnittlich 87,58 m² je Wohnung bzw. 46,71 m² je Einwohner.

## Geschichte

### Ur- und Frühgeschichte
Huckingen befindet sich in einem uralten Kulturraum zwischen dem unteren Rhein und dem Angerbach und gleichzeitig an einer alten Nord-Süd-Handelsstraße zwischen dem Düsseldorfer und dem Duisburger Raum.

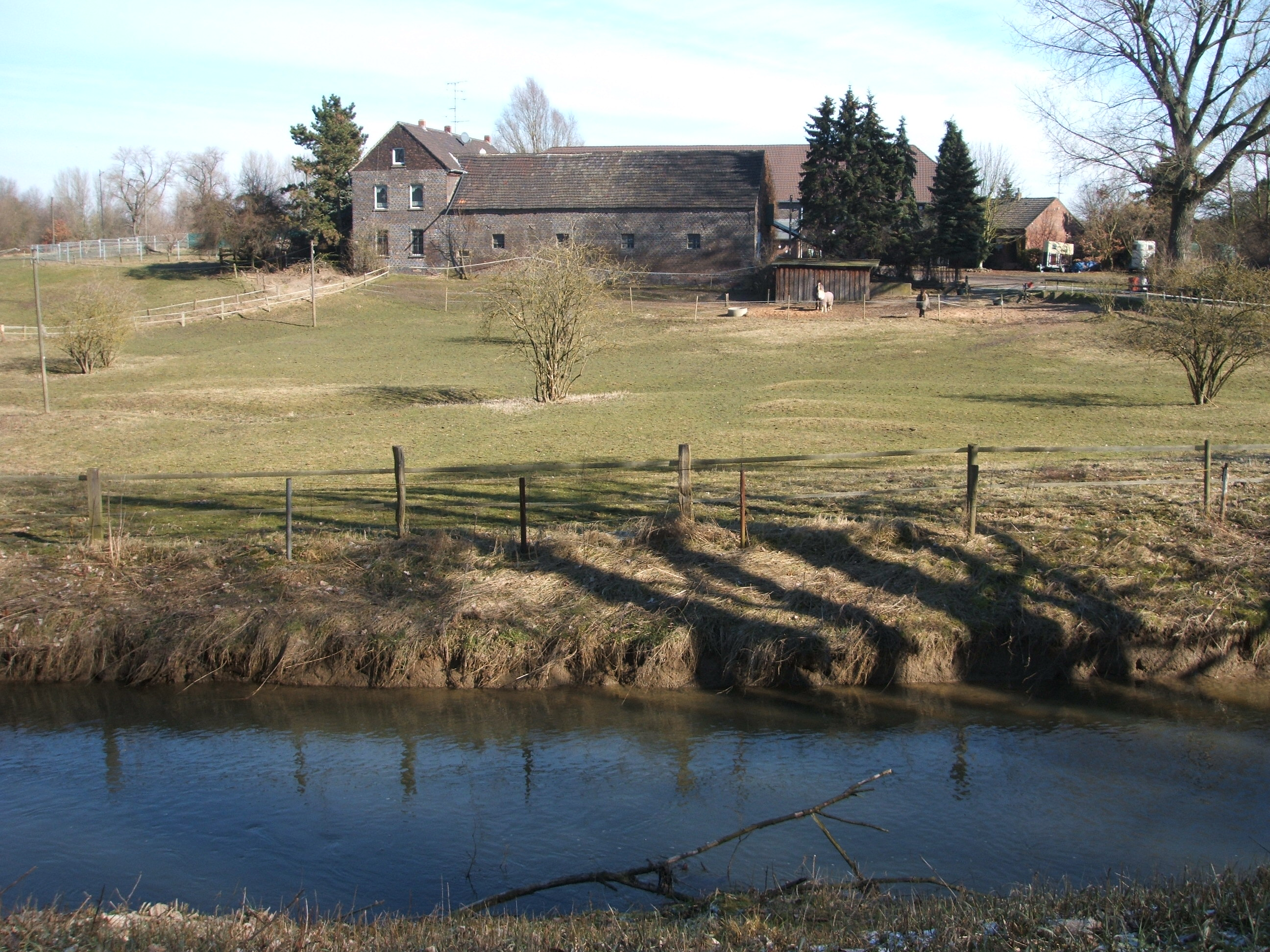
Gut Kesselsberg – Südseite

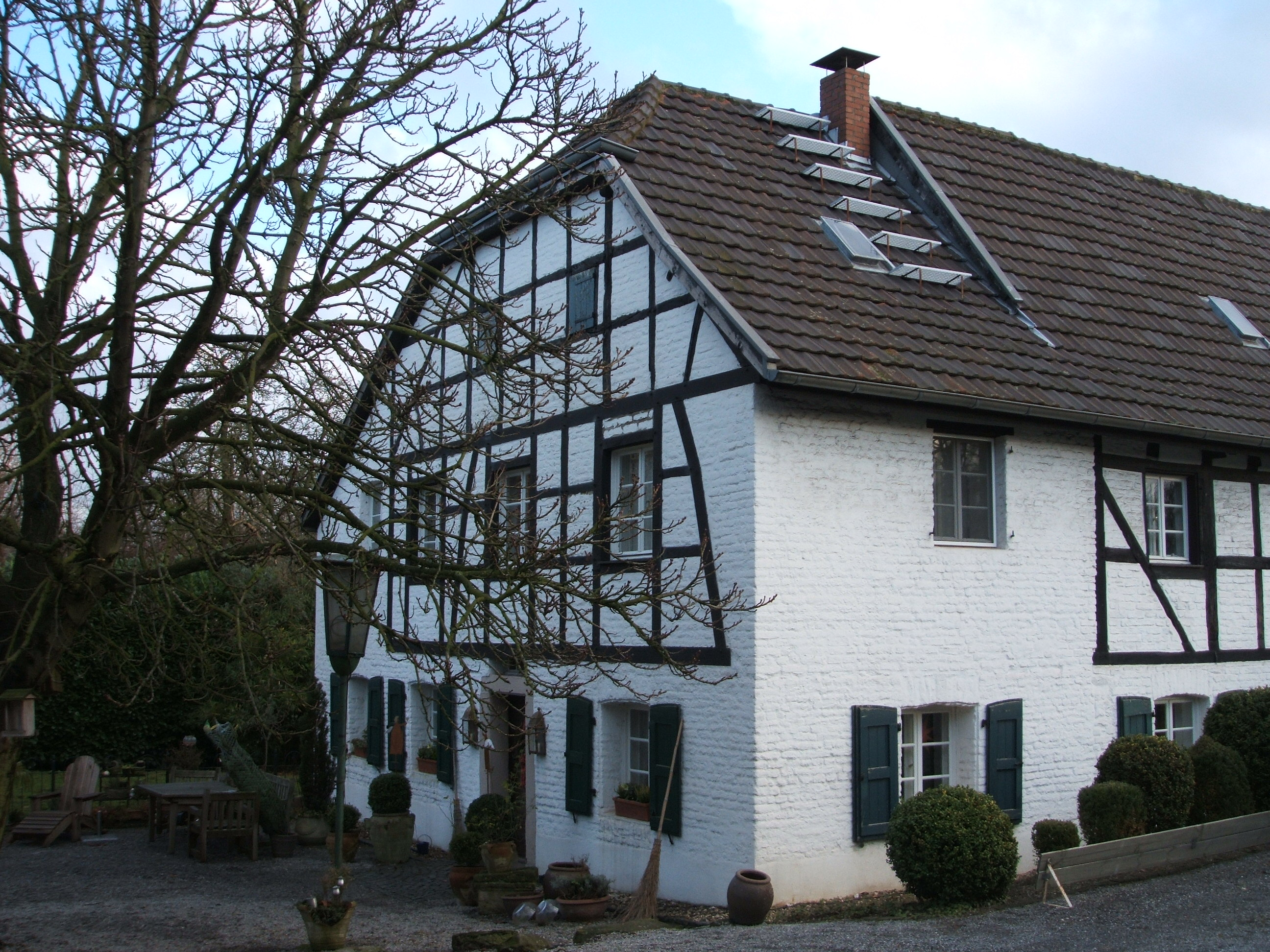
Sandmühle – Südwestseite

Funde in den Ehinger Bergen belegen, dass die Gegend bereits in der mittleren Steinzeit (8000 v. Chr. – 5300 v. Chr.) besiedelt war. Auch aus der jüngeren Steinzeit (5300 v. Chr. – 2000 v. Chr.) sind Funde, zum Beispiel neben dem Gut Kesselsberg, dem Biegerhof und in den Ehinger Bergen, bekannt. Während aus der Bronzezeit kaum Spuren vorhanden sind, existieren für die jüngere Eisenzeit wieder einige Hinweise, z. B. aus dem Süden Huckingens nahe der alten Sandmühle. Aus der römischen Epoche stammen germanische Gräber vom Ende des 2. Jahrhunderts bis Anfang des 3. Jahrhunderts am Heidberg und ein römischer Goldschatz bei Großenbaum. Vom Gelände der Mannesmann-Werke stammt ein fränkischer Grabfund der Zeit um 500.

### Mittelalter
Der Ort Huckingen entstand in fränkischer, frühmittelalterlicher Zeit und ist seitdem durchgehend besiedelt. Archäologische Untersuchungen im Ortskern Huckingens konnten zum Beispiel eine Hofstelle aus dem 7. Jahrhundert nachweisen.
Die früheste urkundliche Erwähnung stammt aus dem Jahr 1193. In einer Urkunde des Kaisers Heinrich VI. vom 25. November 1193 findet sich neben benachbarten Orten wie Serm, Lintorf und der Grindsmark auch die Flurbezeichnung Ungensham, nach der in den 1950er Jahren Huckingens Nachbarstadtteil Ungelsheim benannt wurde. Ungensham ist gemäß der oben erläuterten Namensherkunft jedoch keine eigene Mark, sondern eine frühe Namensform von Huckingen (Ungensham = (H)uginsheim = Hugins/Hugos Heim).
Die zweitälteste urkundliche Erwähnung stammt aus der Zeit kurz vor 1220: Huckingen erscheint als Hukingen in der Isenberg’schen Vogteirolle. Laut einer Literaturquelle aus dem Jahr 1921 wurde Huckingen auch 1229 erwähnt. In der Urkunde des Stifts Kaiserswerth wurden lt. Quelle die Orte Mundelichheym (Mündelheim), Kalichheym (Kalkum) und Huchilheym (Huckingen) genannt. Die zitierte Urkunde gilt aber seit dem Zweiten Weltkrieg als verschollen.
Ebenso wie die Honnschaften Mündelheim, Serm und Rheinheim gehörte die Honnschaft Huckingen seit dem 13. Jahrhundert zum Amt Angermund der Grafschaft Berg, ab 1380 Herzogtum Berg, und damit politisch, kulturell und auch sprachlich zum Düsseldorfer Raum. Huckingen bildete die nördliche Grenze zum benachbarten Herzogtum Kleve, zu dem die Enklave Wanheim-Angerhausen und ab 1290 auch die Stadt Duisburg gehörten. Von dieser Grenze zeugt noch heute die ehemalige Burg und Festung Haus Angerort an der Mündung des Angerbachs in den Rhein.
Zunächst noch musste der Graf von Berg dem Kölner Erzbischof in dessen Funktion als Herzog von Westfalen Heeresfolge leisten. Nachdem aber Graf Adolf V. von Berg sich zusammen mit seinem Verbündeten Herzog Johann von Brabant im Limburger Erbfolgestreit und der resultierenden Schlacht von Worringen 1288 gegen den Kölner Erzbischof Siegfried von Westerburg durchsetzte, besaß das Erzbistum keinen politischen Einfluss mehr auf bergisches Territorium. In den folgenden Jahrhunderten festigten die Grafen und Herzöge Berg ihren Einfluss in der Huckinger Gegend, obwohl diese immer wieder Kriegsschauplatz war.

### Neuzeit
Zu Anfang der Neuzeit forderten die um sich greifenden Hexenverfolgungen auch in Huckingen zwei Opfer. Im Herbst 1500 wurden zwei Huckinger Frauen der Zauberei angeklagt. Sie wurden in Angermund von einem Scharfrichter durch Folter zu einem Geständnis gezwungen. Ob sie dort auch hingerichtet wurden oder wie zwei andere Frauen aus Angermund in Ratingen hingerichtet wurden, ist nicht bekannt.
Während des Truchsessischen Kriegs zogen 1584 holländische Truppen unter Graf Adolf von Neuenahr bei Angerort über den Rhein und durch das Bergische Land um Huckingen. Aufgrund der dadurch verursachten Schäden wurden die Landstände im Jahr 1587 vom Amt Angermund von allen Steuern befreit.
Im Dreißigjährigen Krieg plünderten 1629 erneut holländische Truppen die Burg Angerort und die Gegend um Huckingen. Um 1636 zogen dann schlecht bezahlte neuburgische, um 1642 wiederum hessische Truppen plündernd durch die Region Huckingen. Als sich im Anschluss in der Festung Angerort verschiedene Kommandanten festsetzten und die Gegend terrorisierten, befahl der Pfalzgraf von Berg 1644 die Sprengung der Festung.

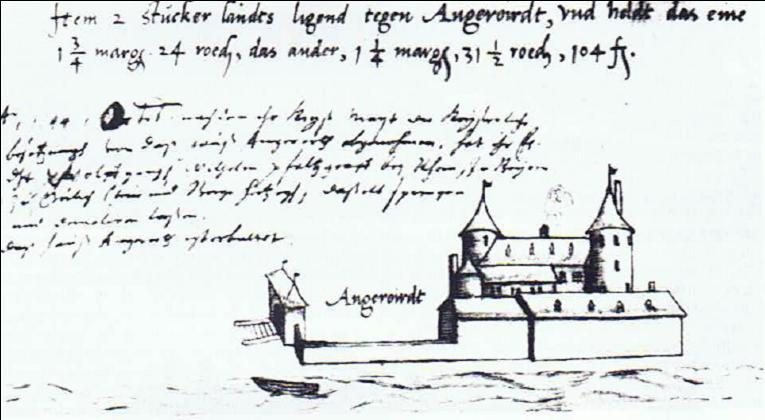
Haus Angerort im Jahr 1571

Im Ersten Koalitionskrieg (1792–1797) wurde Huckingen erneut Kriegsschauplatz. Über den Sommer 1795 hatten sich linksrheinisch zwischen Koblenz und Kleve französische Truppen unter Divisionsgeneral François-Joseph Lefebvre konzentriert. In Erwartung eines Rheinübergangs der Franzosen sammelten sich die kaiserlichen Truppen unter General Erbach auf der rechten Rheinseite zwischen Angerbach und Wupper. Parallel zu Scheingefechten weiter rheinaufwärts landeten die französischen Truppen in einer nebeligen Nacht vom 5. auf den 6. September 1795 am Eichelskamp, ca. 1,5 km nördlich vom Haus Angerort. Offensichtlich hatten sich die Kaiserlichen Truppen in ihrer Annahme, dass die Franzosen die mit Preußen vereinbarte Friedensgrenze einhalten und deshalb nicht nördlich von Angerort übersetzen würden, getäuscht. Denn die offensichtlich mit sehr guter Ortskenntnis ausgestatteten Franzosen nutzten, die Neutralität Preußens respektierend, für ihren Übergang einen schmalen Streifen Land, der noch zum bergischen Amt Angermund zählte und die preußische Enklave Wanheim-Angerhausen vom ebenfalls preußischen Wanheimerort trennte. An dieser Stelle des Übergangs existiert noch heute eine Straße mit dem Namen Franzosenweg. Von dort aus zogen die Franzosen südwärts und trafen in Huckingen auf die kaiserlichen Truppen. Nach einigen Gefechten entlang der Angerbach-Linie zog sich General Erbach zurück und überließ Huckingen und das Umland den Franzosen.
Im Januar und Februar 1799 wurde Huckingen wie weite Teile des Amts Angermund durch ein Jahrhunderthochwasser mit schwerem Eisgang heimgesucht. Insbesondere Mündelheim wurde hart getroffen, aber auch in Huckingen waren 600 der damals ca. 1000 Einwohner auf fremde Hilfe angewiesen. Im Haus Remberg lag selbst das Scheunendach unter Wasser. Der Schaden war enorm und die folgende Hungersnot groß, da der Wintersalat vollständig verdorben war und die Äcker mit einer Kiesschicht bedeckt waren, so dass selbst die folgende Sommersaat nur eingeschränkt ausgebracht werden konnte.
Mit Gründung des Rheinbunds 1806 wurde Huckingen ein Teil des napoleonischen Großherzogtums Berg, welches Napoleon 1808 in vier Départements einteilte. Huckingen gehörte zur Mairie Angermund, Kanton Ratingen im Arrondissement Düsseldorf als Teil des Département Rhein. Nach der Völkerschlacht bei Leipzig 1813 und dem provisorischen preußischen Generalgouvernement Berg (1813–1815), kam Huckingen mit dem Wiener Kongress 1815 an das Königreich Preußen. Zunächst als Bestandteil der Provinz Jülich-Kleve-Berg (1815–1822) und dann als Teil der 1822 neugebildeten Rheinprovinz, genauer der Bürgermeisterei Angermund im Landkreis Düsseldorf.

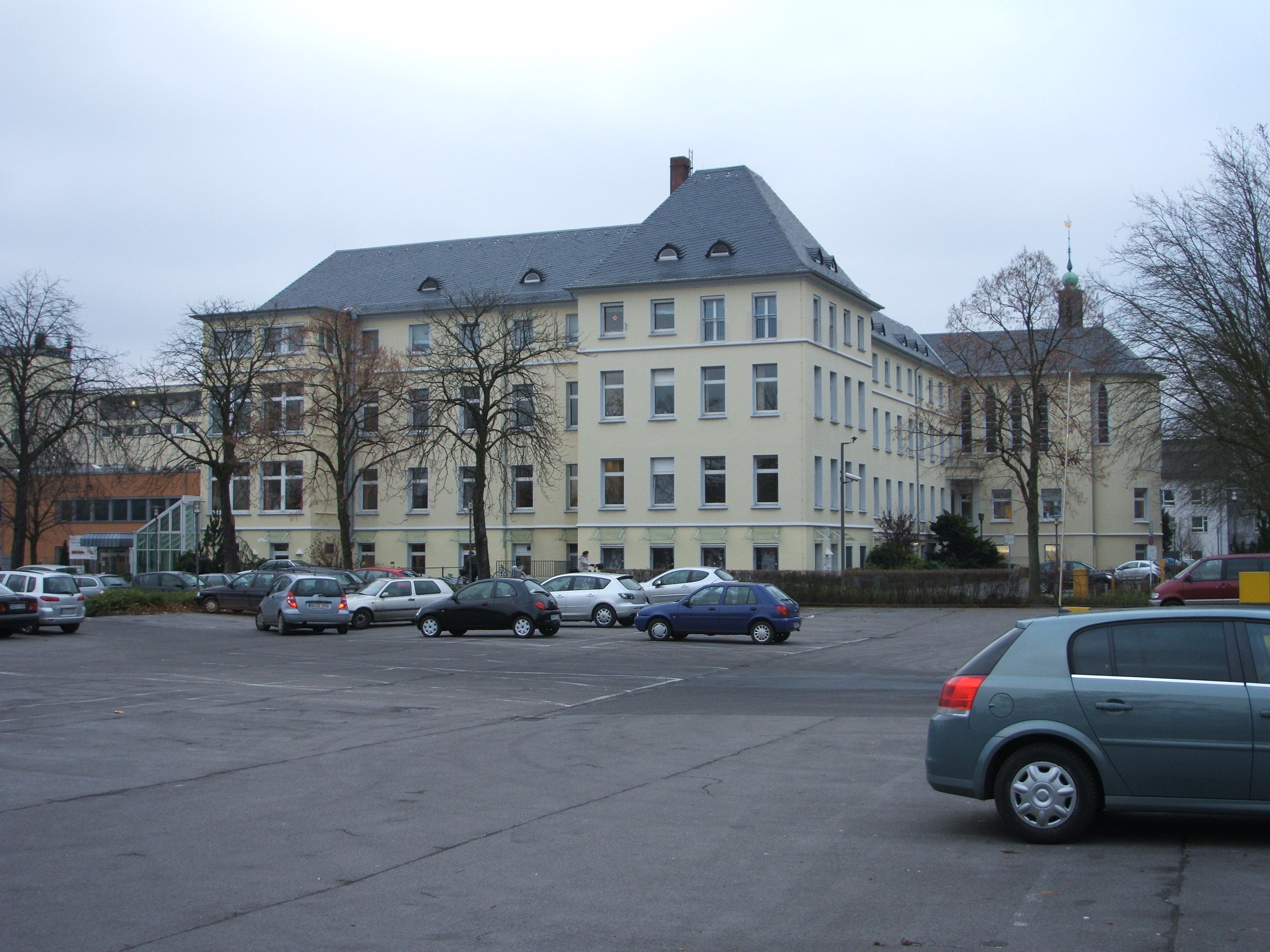
Krankenhaus St. Anna

Im Ersten Weltkrieg wurde das gerade eröffnete Huckinger Krankenhaus St. Anna zum Reserve-Lazarett. Bis zu 150 Soldaten und 40–50 Zivilisten lagen im Haus, das zum damaligen Zeitpunkt eigentlich für 100 Patienten ausgelegt war. Im Ort selbst waren ab Mai 1916 ca. 170 französische und belgische Kriegsgefangene untergebracht, die in den umliegenden Industrie- und Landwirtschaftsbetrieben beschäftigt wurden.
Nach dem Friedensvertrag von Versailles 1919 und von Deutschland nicht voll erfüllten Reparationsforderungen marschieren im Januar 1923 die Franzosen in das Ruhrgebiet ein (Ruhrbesetzung). In Huckingen rückten die Franzosen am 5. Mai ein. Der französische Kommandant quartierte sich im Pfarrhaus ein.
Bei der Verwaltungsneuordnung von 1929 wurden die Gemeinden Huckingen, Mündelheim, sowie Teile von Angermund (Großenbaum, Rahm) und die nördlichen Gebiete von Bockum (die Holtumer Höfe) und Lintorf aus dem Landkreis Düsseldorf dem neuformierten Stadtkreis Duisburg-Hamborn (ab 1935 dann nur noch Duisburg genannt) zugeordnet.
Im Februar 1934 gründete die NSDAP die Ortsgruppe Huckingen. Ortsgruppenleiter wurde Kaufmann Willy Wolff von der Schulz-Knaudt-Straße 20, wo auch das lokale Parteibüro eingerichtet wurde.
Im Zweiten Weltkrieg litt Huckingen insbesondere unter den zum Kriegsende stark zunehmenden Bombenangriffen. In der Nacht vom 21. auf den 22. Mai 1944 wurde das Krankenhaus St. Anna durch eine Bombe und eine Luftmine getroffen. 48 Patienten und Mitarbeiter starben. Am 15. Oktober 1944 musste das Krankenhaus St. Anna so viele Verletzte durch Bombenabwürfe im Duisburger Süden versorgen, dass die Ärzte einen Tag und eine Nacht ununterbrochen operierten. Weitere schwere Luftangriffe fanden am 30. November sowie am 8. und 18. Dezember 1944 statt. Im Frühjahr 1945 erfolgten dann die ersten Artillerieangriffe der auf der linken Rheinseite stehenden Amerikaner. Am 1. April 1945 hatten die Amerikaner den Ruhrkessel geschlossen. Kurz darauf, am 12. April 1945, ergab sich die Stadt Duisburg.
Nach dem Krieg war Huckingen Teil der britischen Besatzungszone und die umliegenden Industriebetriebe nahmen schrittweise und unter schwierigen Bedingungen ihren Betrieb wieder auf. 1946 wurde Huckingen zusammen mit dem Nordteil der früher preußischen Rheinprovinz Teil des von der britischen Besatzungsmacht gegründeten Landes Nordrhein-Westfalen, welches wiederum seit dem 23. April 1949 ein Land der Bundesrepublik Deutschland ist.
Anfang der 1970er Jahre plante die Stadt Duisburg im Süden von Huckingen einen neuen Stadtteil mit einer Vielzahl von Hochhäusern für 20.000 Einwohner. Dieser Stadtteil sollte der wachsenden Arbeiterschaft der in der nach Nachbarschaft gelegenen Hüttenwerke Unterkunft bieten. In Erwartung dieses Ausbaus wurde 1974 von der Stadt Duisburg der heutige Geisterbahnhof Angerbogen in Vorleistung errichtet. Nach erheblichen Protesten der Bevölkerung, die 1972 auch zur Gründung des Huckinger Bürgervereins führten, wurde die Realisierung des neuen Stadtteils in der damals geplanten Form 1974 aufgegeben. Erst 2002 wurde mit der Bebauung der früher für den neuen Stadtteil vorgesehenen Fläche begonnen. Statt mit Hochhäusern wurde die Fläche (Neubaugebiet Angerbogen) nun mit Einfamilienhäusern bebaut.

## Huckingen heute

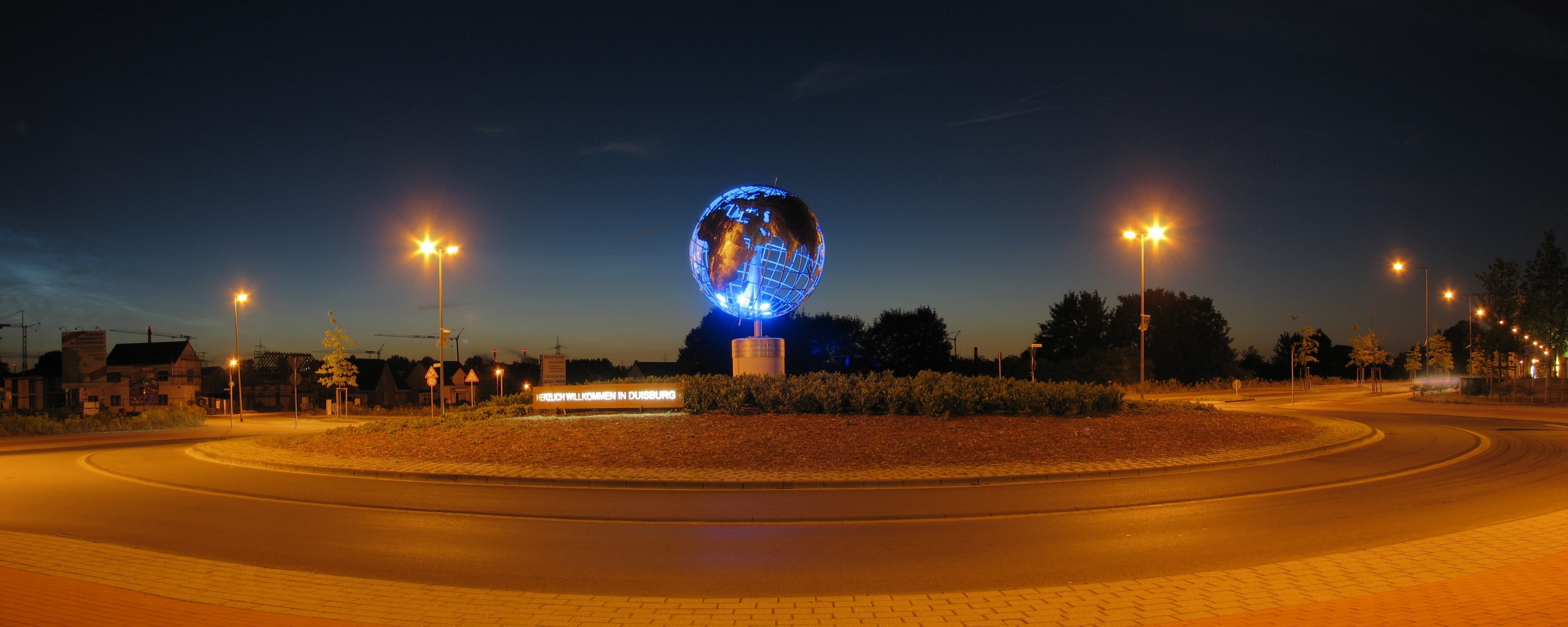
Südlicher Stadteingang in Huckingen

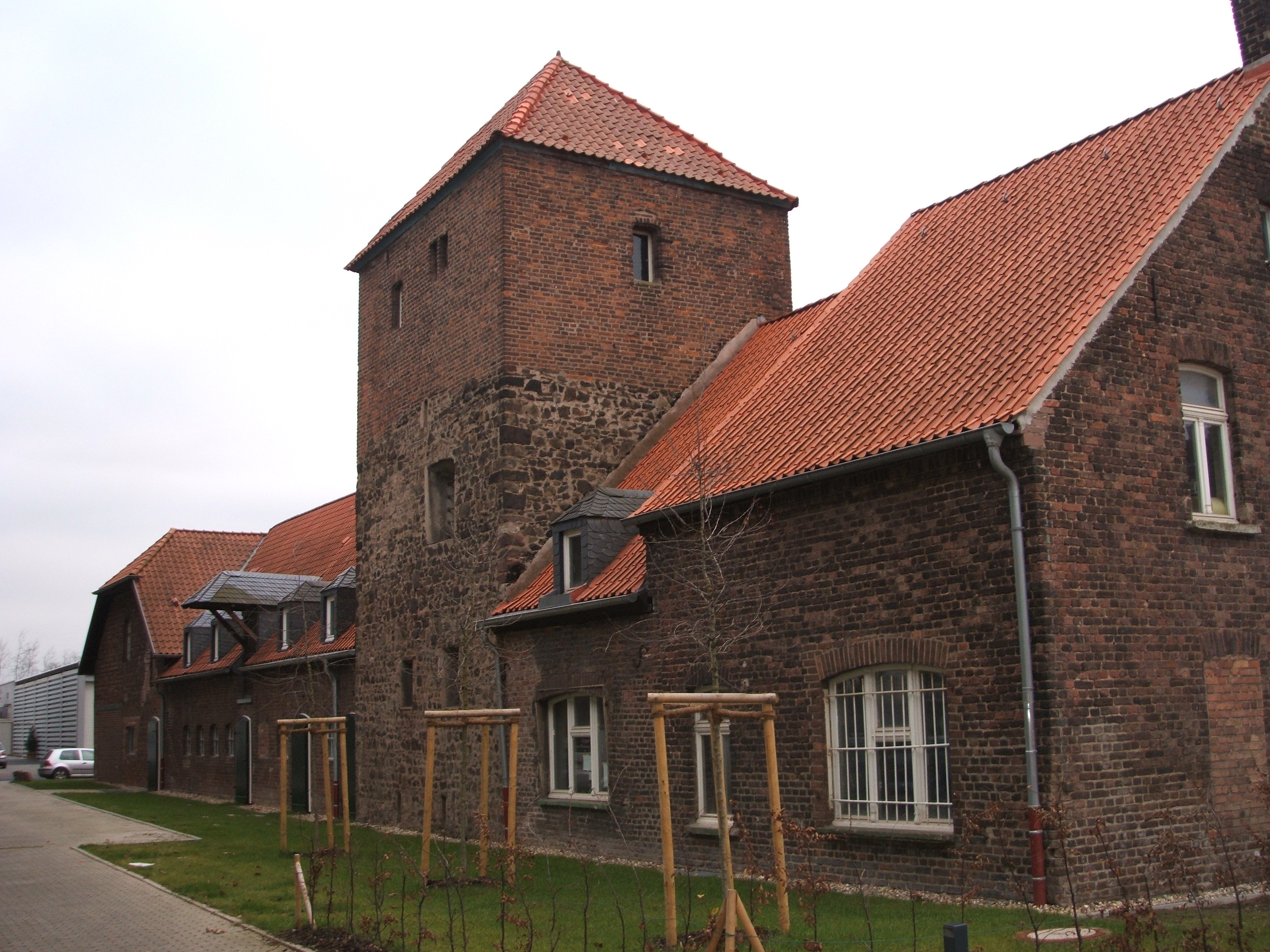
Steinhof

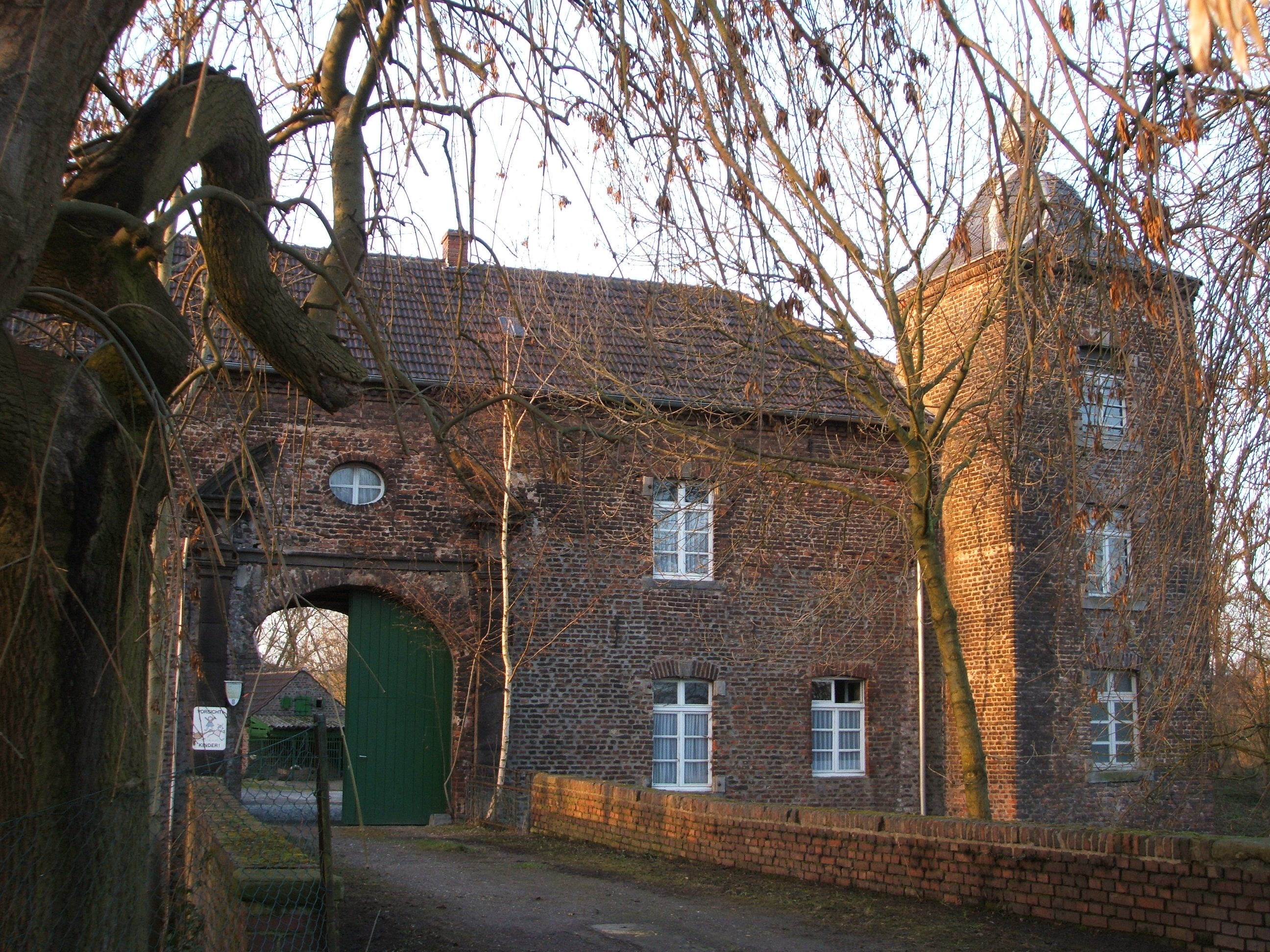
Haus Böckum

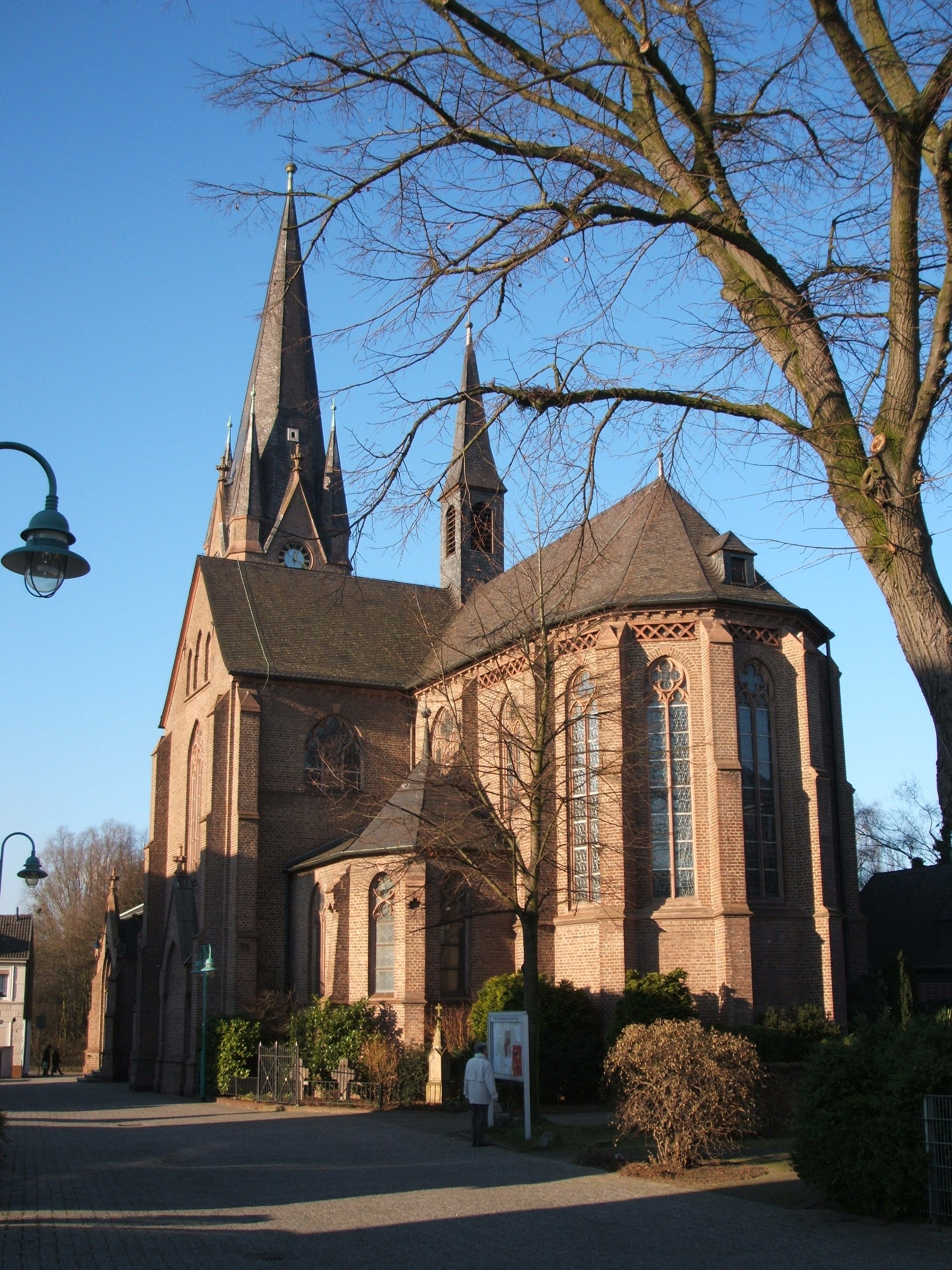
Rückansicht der Kirche St. Peter und Paul

### Kultur und Vereine
Huckingen ist heute geprägt von einem regen bürgerlichen Zusammenleben, dessen traditionelle Wurzeln bis in das 17. Jahrhundert reichen und in dem folgende Vereine eine zentrale Rolle spielen:
- St. Sebastianus Schützenbruderschaft e. V. (gegr. 1687)
- Männergesangverein (MGV) Erholung 1866 Duisburg-Huckingen e. V. (2018 aufgelöst)
- Freiwillige Feuerwehr Huckingen (gegr. 1896)
- Sportgemeinschaft Duisburg-Süd 98/20 e. V. (vor Zusammenschluss mit VfL Duisburg-Süd: Turn- und Sportverein (TuSpo) Huckingen 1898 e. V.)
- Bürgerverein Duisburg-Huckingen e. V. (gegr. 1972)[30]
- Kultur- und Bürgerzentrum Duisburg Süd Steinhof Huckingen e. V. (gegr. 2005)

Darüber hinaus spielen die Kirchengemeinden Huckingens eine wichtige Rolle:
- Katholische Kirchengemeinde St. Peter und Paul
- Evangelische Auferstehungsgemeinde Duisburg-Süd

### Historische Gebäude und Sehenswürdigkeiten
Eine Reihe von historischen Gebäuden zeugt von der langen Geschichte Huckingens. Hierzu zählen vor allem die mittelalterlichen Burgen, Wasserschlösser und Gutshöfe direkt am oder in der Nähe des alten Angerbachs sowie die alten Sakralbauten:
- Gut Kesselsberg
- Sandmühle
- Steinhof
- Haus Böckum
- Haus Remberg
- Biegerhof
- Medefurter Hof
- Haus Angerort
- Kirche St. Peter und Paul
- Rochuskapelle

Siehe auch Huckinger Bau- und Bodendenkmäler in der Liste der Baudenkmäler in Duisburg-Süd sowie der Liste der Bodendenkmäler in Duisburg.

### Wirtschaft und Infrastruktur
Bis in das 20. Jahrhundert war das Huckinger Landschafts- und Dorfbild durch Bauern- und Gutshöfe geprägt, z. B. durch die vom Ursprung her mittelalterlichen Höfe Butendorfer Hof, Halmeshof, Heumannshof und Kreifeltshof. Seit dem Mittelalter existierten neben den Höfen nur zwei gewerbliche Betriebe, die Sandmühle und die Angerorter/Medefurther Mühle. Erst die fortschreitende Industrialisierung im 19. und Anfang des 20. Jahrhunderts, z. B. die Ansiedlung der Schulz-Knaudt-Werke, führte zu einer deutlichen Veränderung. Die Bevölkerungszahl stieg rapide und die alte Honnschaft Huckingen wurde in eine Reihe eigenständiger Verwaltungsbezirke (Huckingen, Buchholz, Großenbaum, Hüttenheim etc.) aufgegliedert. Das noch immer stetige Wachstum Huckingens spiegelt sich z. B. auch in den immer wieder ausgeschriebenen Neubaugebieten mit Ein- und Zweifamilienhäusern, z. B. im Haagfeld/Angerbogen, wider.
Die Wasserversorgung Huckingens erfolgt seit dem 1. Oktober 1911 über eine Leitung aus dem Wasserwerk Bockum. Strom wurde von 1909/1910 bis zum 1. Januar 1957 durch RWE geliefert, danach durch die Stadtwerke Duisburg bzw. die seit 1971 bestehende Duisburger Versorgungs- und Verkehrsgesellschaft (DVV).
Huckingen liegt an der Bundesstraße 8, die mitten durch Huckingen hindurchführt. Im Süden wird Huckingen durch die Bundesstraße 288, im Osten durch die Bundesautobahn 59 (A59) begrenzt. Hinzu kommt eine Anbindung an den Schienenverkehr über die U79 (früher D-Bahn) im Netz der Düsseldorfer Stadtbahn, die ihren Betrieb bereits 1899 aufnahm und zwischen Düsseldorf und Duisburg verkehrt, einschließlich der jeweiligen Hauptbahnhöfe und dem Geisterbahnhof U-Bahnhof Angerbogen. Der Flughafen Düsseldorf ist in weniger als 30 Minuten mit dem Auto zu erreichen.
Als Naherholungsgebiete dienen der Biegerpark um den Biegerhof im Norden sowie die drei Seen im Osten Huckingens, der Remberger, der Großenbaumer und der Rahmersee. Direkt neben dem Remberger See existiert darüber hinaus seit 2001 ein Golfplatz.

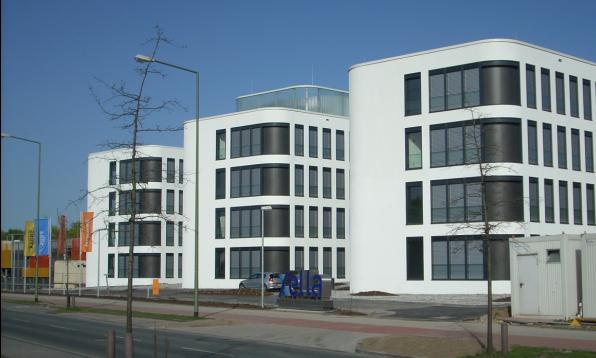
Hauptverwaltung Xella

In Huckingen liegt neben dem Krankenhaus St. Anna auch das Hotel Landhaus Milser des Gründers Rolf Milser, das während der Fußball-Weltmeisterschaft 2006 die Unterkunft des Weltmeisters Italien war. Zur gewerblichen Infrastruktur Huckingens zählen ferner eine Niederlassung von Infineon Technologies (seit 2005) sowie die Hauptverwaltung des Baustoffunternehmens Xella (seit 2011).
Bereits zwei Mal, 2008 und 2023, wurde das lokale „E-Center Angerbogen“ von dem Magazin „Lebensmittel-Praxis“ zu „Deutschlands Supermarkt des Jahres“ in der Kategorie „Selbstständige über 2000 Quadratmeter“ ernannt.

### Schulen
Bis 1975 existierte die Katholische Volksschule (ab 1968 „Katholische Grundschule“), die aus der katholischen Gemeinde St. Peter und Paul hervorgegangen war und deren Wurzeln bis mindestens in das 17. Jahrhundert zurückreichten. Sie wurde 1976 mit der 1968 eröffneten Gemeinschaftsgrundschule Albert-Schweitzer-Straße zusammengelegt. Darüber hinaus gab es von 1966 bis 2019 die Realschule Süd, die durch die 2014 eröffnete Sekundarschule am Biegerpark abgelöst wurde. Heute existieren folgende Schulen in Huckingen:
- Bertolt-Brecht-Berufskolleg: Städtische Schule der Sekundarstufe II mit gymnasialer Oberstufe und Fachschule Schule für Elektrotechnik, Verkehrstechnik, Kälte- und Klimatechnik, Wirtschaft und Verwaltung.[41] Im Schuljahr 2016/17 zählte das Berufskolleg 2323 Schülerinnen und Schüler.[42]
- Gemeinschaftsgrundschule Albert-Schweitzer-Straße: Grundschule für Kinder der Stadtteile Huckingen, Ungelsheim und Hüttenheim. Im Schuljahr 2016/17 besuchten 379 Kinder die Schule.[43] Sie werden in 17 Klassen von insgesamt 21 Grundschullehrerinnen und -lehrern, einem Lehrer für den herkunftsprachlichen Unterricht in Türkisch und einer Lehramtsanwärterin unterrichtet.[44]
- Reinhard-und-Max-Mannesmann-Gymnasium: Das Reinhard-und-Max-Mannesmann-Gymnasium ist eine Europaschule und besitzt einen bilingualen sowie einen naturwissenschaftlichen Zweig. Die Schule wird von ca. 1270 Schülern besucht.[45][46]
- Sekundarschule am Biegerpark: Städtische Sekundarschule, Neueröffnung am 21. August 2014. Der erste Jahrgang wurde durch ca. 100 Schüler gebildet.[47] Im Schuljahr 2018/2019 besuchten 583 Schülerinnen und Schüler die Schule, die 50 Lehrer und 26 weitere Mitarbeiter im Einsatz hat.[48]

## Personen

### In Huckingen geboren
- Ferdinand Heseding (1893–1961), deutscher Bildhauer
- Heinrich Schallbroch (1897–1978), Professor für Werkzeugmaschinen an den Technischen Hochschulen München und Berlin
- Heinz Stolte (1914–1992), Professor für Germanistik und Didaktik an den Universitäten Jena, Berlin (Humboldt) und Hamburg
- Ernst-Edmund Keil (1928–2021), deutscher Schriftsteller
- Holger Ellerbrock (* 1948), deutscher Politiker
- Thomas Mahlberg (* 1965), deutscher Politiker und Mitglied des Deutschen Bundestages
- Peter Krogull (* 1973), 2005 bis 2012 Pfarrer der Duisburger Salvatorkirche[49][50]

### Mit Bezug zu Huckingen
- Johann Bertram von Scheid genannt Weschpfennig (1580–1662), Amtmann, Direktor des bergischen Landtags, Obersthofmeister und Holzgraf in der Huckinger Mark
- Friedrich Ferdinand Bawyr von Frankenberg (1662–1726), kurpfälzischer Rat, bergischer Amtmann zu Löwenberg/Lülsdorf, bergischer Pfennigmeister sowie Generalleutnant der Kavallerie; Besitzer Haus Böckum
- Franz Anton Bawyr von Frankenberg (1668–1735), kurpfälzischer Rat, bergischer Amtmann zu Löwenberg/Lülsdorf, Generalfeldmarschall, kurpfälzischer Generalleutnant sowie Interimsgouverneur von Düsseldorf und Gouverneur der Festung Jülich; Besitzer Haus Böckum
- Friedrich Gisbert Wilhelm von Romberg (1729–1809), preußischer Generalleutnant, Gouverneur von Stettin, Besitzer Gut Kesselsberg
- Johann Gottfried Brügelmann (1750–1802), deutscher Industrieller und Gründer der ersten Fabrik auf dem europäischen Festland (Textilfabrik Cromford); zwischenzeitlicher Eigentümer Haus Böckum
- Gustav Weinholz (1874–1951), deutscher Bergbauingenieur und Manager; verstorben in Huckingen.
- Richard Gessner (1894–1989), deutscher Maler, Mitbegründer der avantgardistischen Künstlervereinigung Das Junge Rheinland, schuf zwischen den 1920er und 1960er Jahren mehr als 30 Gemälde der Mannesmann-Hüttenwerke in Duisburg-Hüttenheim (ehemals Gemeinde Huckingen)
- Hans Väth (1897–1950), deutscher Industriearchitekt; verantwortlich für Baumaßnahmen in der Heinrich-Bierwes-Hütte in Duisburg-Hüttenheim (ehemals Gemeinde Huckingen).
- Alois Theissen (1899–1961), Dechant des Dekanats Duisburg-Huckingen
- Karl Harzig (1903–1970), deutscher Politiker (SPD), Mitglied des Landtags von Nordrhein-Westfalen und Arbeitsdirektor der Mannesmann-Hüttenwerke in Duisburg-Hüttenheim (ehemals Gemeinde Huckingen)
- Ulrich Petersen (Ingenieur) (1907–1992), deutscher Eisenhütten-Ingenieur, Manager in der Montanindustrie und Technischer Leiter der Mannesmann-Hüttenwerke in Duisburg-Hüttenheim (ehemals Gemeinde Huckingen)
- Günther Reul (1910–1985), vorwiegend als Kirchenmaler tätiger Künstler, dessen Werke sich auch in der Huckinger Kirche St. Peter und Paul finden
- Franz Josef Weisweiler (1928–1985), Manager und Vorstandsvorsitzender in der Mannesmann AG und technischer Leiter der Mannesmann-Hüttenwerke in Duisburg-Hüttenheim (ehemals Gemeinde Huckingen)
- Alfred Pothmann (1930–2002; verstorben in Huckingen), Katholischer Priester, Studiendirektor, Prälat, Essener Domkustos und Gründungsdirektor des Instituts für kirchengeschichtliche Forschung des Bistums Essen
- Joachim Kroll (1933–1991), Serienmörder, lebte zeitweilig in Huckingen
- Peter Kehl (1935–2022), deutscher Ingenieur der Eisenhüttenkunde und Manager der deutschen Stahlindustrie und europäischen Zementindustrie im Ruhestand; ehemaliger Werksdirektor der Mannesmann-Hüttenwerke in Duisburg-Hüttenheim (ehemals Gemeinde Huckingen)
- Nikolaus Schneider (* 1947), deutscher evangelischer Theologe, seit 2010 EKD Ratsvorsitzender, Sohn eines Arbeiters aus Huckingen
- Rolf Milser (* 1951), ehemaliger deutscher Gewichtheber und Olympiasieger der Olympischen Sommerspiele 1984, Besitzer eines Hotels in Huckingen
- Rudolf Seliger (* 1951), ehemaliger deutscher Fußballnationalspieler des MSV Duisburg, viele Jahre wohnhaft in Huckingen
- Stefan Kaiser (* 1952), deutscher Bildender Künstler, Zeichner, Bildhauer, Kupferstecher und Kunsterzieher, der den U-Bahnhof St.-Anna-Krankenhaus gestaltete
- Harald Schartau (* 1953), deutscher Politiker der SPD und ehemaliger Wirtschafts- und Arbeitsminister des Landes Nordrhein-Westfalen, arbeitete für die Mannesmann AG in Duisburg-Hüttenheim (ehemals Gemeinde Huckingen)